# Kaleb
Kaleb (Hebreeuws: כָּלֵב, kālev, "hond") was de naam van twee personen uit de Hebreeuwse Bijbel.
- Volgens het verhaal in Numeri 13 was Kaleb namens de stam Juda een van de twaalf verspieders die het land Kanaän moesten verkennen; hij was toen 40 jaar oud. Hij probeerde samen met Jozua het volk moed in te spreken, toen de tien andere verspieders een negatief verslag uitbrachten. God beloofde hem dat hij en Jozua het Beloofde Land zouden ingaan en dat hij de hele streek die hij had verkend voor altijd het grondgebied van hem en zijn nageslacht zou zijn, omdat hij God vertrouwde (Numeri 14:24,30,38). Kaleb werd door God aangewezen om toe te zien op het verdelen van het Land van Israël (Numeri 34:19). Hij had 3 zonen: Iru, Ela en Naäm (1 Kronieken 4:15). Hij had ook een dochter, Achsa, die hij uithuwelijkte aan degene die Kirjat-Sefer zou veroveren (Jozua 15:16-17). Dit was Otniël, de zoon van Kalebs broer Kenaz (Jozua 15:17), en die tevens de eerste rechter van de Israëlieten was (Rechters 3:9-11).
- De zoon van Chesron en broer van Jerachmeël. In 1 Kronieken 2:9 wordt hij Kelubai genoemd.